# Bécheresse
Bécheresse település Franciaországban, Charente megyében. Lakosainak száma 292 fő (2022. január 1.). Bécheresse Champagne-Vigny, Pérignac, Plassac-Rouffiac, Voulgézac és Coteaux-du-Blanzacais községekkel határos.

## Népesség
A település népességének változása:
| Lakosok száma | 259  | 246  | 217  | 231  | 308  | 296  | 290  | 291  | 291  | 292  |
|               | 1968 | 1982 | 1990 | 2006 | 2013 | 2015 | 2017 | 2019 | 2020 | 2022 |